# Sprinter (singolo)
Sprinter è un singolo del rapper britannici Dave e Central Cee, pubblicato il 1º giugno 2023 come primo estratto dal loro EP Split Decision.

## Antefatti
Il brano è stato anticipato per la prima volta da Central Cee sul suo profilo Instagram il 18 marzo 2023, quando ha condiviso una storia che mostrava un file audio inviatogli da Dave. Inoltre i due artisti sono stati visti insieme nello studio il 10 maggio seguente. Il brano segna la seconda collaborazione fra i due rapper, dopo il remix del singolo di AJ Tracey del 2016 Spirit Bomb.

## Video musicale
Il video musicale, girato nel Principato di Monaco prima del gran premio, è stato reso disponibile il giorno dopo la pubblicazione del brano.

## Tracce
Testi di David Orobosa Omoregie, Oakley Neil Caesar-Su, James Olaloye, Jo Caleb e Jonny Leslie, musiche di Jonny Leslie, Jo Caleb, Santan, Jim Legxacy, TR e Kyle Evans.
1. Sprinter – 3:49

## Classifiche

### Classifiche settimanali
| Classifica (2023)         | Posizione massima |
| ------------------------- | ----------------- |
| Australia                 | 1                 |
| Austria                   | 5                 |
| Belgio (Fiandre)          | 21                |
| Belgio (Vallonia)         | 27                |
| Canada                    | 5                 |
| Croazia                   | 16                |
| Danimarca                 | 2                 |
| Emirati Arabi Uniti       | 11                |
| Finlandia                 | 11                |
| Francia                   | 28                |
| Germania                  | 21                |
| Irlanda                   | 1                 |
| Italia                    | 80                |
| Lettonia                  | 3                 |
| Libano                    | 9                 |
| Lituania                  | 5                 |
| Lussemburgo               | 1                 |
| Nuova Zelanda             | 1                 |
| Norvegia                  | 3                 |
| Paesi Bassi               | 3                 |
| Polonia                   | 33                |
| Portogallo                | 4                 |
| Regno Unito               | 1                 |
| Regno Unito (R&B)         | 1                 |
| Repubblica Ceca           | 14                |
| Slovacchia                | 4                 |
| Stati Uniti               | 102               |
| Stati Uniti (R&B/Hip-Hop) | 29                |
| Svezia                    | 2                 |
| Svizzera                  | 1                 |
| Ungheria                  | 11                |

### Classifiche di fine anno
| Classifica (2023)         | Posizione |
| ------------------------- | --------- |
| Australia                 | 15        |
| Austria                   | 34        |
| Canada                    | 35        |
| Danimarca                 | 18        |
| Francia                   | 167       |
| Germania                  | 73        |
| Islanda                   | 20        |
| Israele                   | 36        |
| Norvegia                  | 19        |
| Nuova Zelanda             | 11        |
| Paesi Bassi               | 25        |
| Portogallo                | 41        |
| Regno Unito               | 2         |
| Stati Uniti (R&B/Hip-Hop) | 96        |
| Svezia                    | 22        |
| Svizzera                  | 12        |
| Ungheria                  | 42        |
| Classifica (2024)         | Posizione |
| Regno Unito               | 74        |